# Azzedine Lagab
Azzedine Lagab (18 de septiembre de 1986) es un ciclista profesional argelino que corre en el equipo Madar Pro Cycling Team.
Es uno de los mejores ciclistas de Argelia, de hecho ha conseguido el Campeonato de Argelia Contrarreloj diez veces entre 2008 y 2020 y dos subcampeonato (2009 y 2019); y el Campeonato de Argelia en Ruta (2009, 2010, 2012, 2021 y 2024) y cuatro subcampeonatos (2008, 2011, 2014 y 2017). Además, ha sido el único argelino en ganar el Tour de Argelia profesional y el Circuito de Argel (2011).

## Palmarés
| 2007 (como amateur) - 2.º en el Campeonato de Argelia Contrarreloj 2008 (como amateur) - Gran Premio de la Banque de l'Habitat - Gran Premio de la Villa de Tunis - Campeonato de Argelia Contrarreloj - 2.º en el Campeonato de Argelia en Ruta 2009 - 2.º en el Campeonato de Argelia Contrarreloj - Campeonato de Argelia en Ruta 2010 (como amateur) - Campeonato de Argelia en Ruta - 3.º en el Campeonato Africano Contrarreloj 2011 - Challenge du Prince-Trophée Princier - Campeonato de Argelia Contrarreloj - 2.º en el Campeonato de Argelia en Ruta - Tour de Argelia, más 1 etapa - Circuito de Argel - 3.º en los Juegos Panafricanos Contrarreloj - 2 etapas del Tour de Faso - 3.º en el UCI Africa Tour 2012 - 1 etapa del Tour de Argelia - 1 etapa del Kwita Izina Tour - Campeonato de Argelia Contrarreloj - Campeonato de Argelia en Ruta 2013 - 3.º en el Campeonato de Argelia Contrarreloj - 2 etapas del Tour de Ruanda 2014 - 1 etapa del Tour de Blida - 1 etapa del Tour de Constantino - Circuito de Argel - Campeonato de Argelia Contrarreloj - 2.º en el Campeonato de Argelia en Ruta - Tour de Al Zubarah, más 1 etapa - 3.º del UCI Africa Tour | 2015 - Tour de Orán - 1 etapa del Tour de Annaba - Critérium Internacional de Constantino 2016 - 1 etapa del Tour de Senegal - Campeonato de Argelia Contrarreloj - 1 etapa del Tour de Faso 2017 - Campeonato de Argelia Contrarreloj - 2.º en el Campeonato de Argelia en Ruta 2018 - 3.º en el Campeonato Africano en Ruta - Tour de Argelia - Campeonato de Argelia Contrarreloj - 2 etapas del Tour de Ruanda 2019 - 2.º en el Campeonato Africano en Ruta - 2.º en el Campeonato de Argelia Contrarreloj - Gran Premio de Chantal Biya, más 1 etapa 2021 - Campeonato de Argelia Contrarreloj - Campeonato de Argelia en Ruta - Gran Premio Velo Erciyes 2022 - Campeonato de Argelia Contrarreloj 2023 - 1 etapa de la Tropicale Amissa Bongo - 2.º en el Campeonato Árabe Contrarreloj 2024 - 1 etapa del Tour de Benín - Campeonato de Argelia Contrarreloj - Campeonato de Argelia en Ruta 2025 - Gran Premio Sonatrach - Campeonato de Argelia Contrarreloj |

## Equipos
- Doha Team (2009)
- Groupement Sportif Petrolier Algérie (2011-2018)
- VIB Sports (2019)
- Groupement Sportif des Pétroliers (2020)
- Bike Aid (08.2021-12.2021)
- Mouloudia Club d'Alger (2022)
- Madar Pro Cycling Team (2024-)